# The Cat Above and the Mouse Below
The Cat Above and The Mouse Below es el segundo de treinta y cuatro cortos de Tom y Jerry producidos por Chuck Jones, lanzado en 1964.

## Trama
En el concierto llamado "Signor Thomasino Catti-Cazzaza Baritone", Tom es un cantante barítono famoso y legendario que interpretará en el concierto el aria Largo al factotum de El Barbero de Sevilla. Tom llega en una limusina muy larga, camina hacia su camerino para luego salir a cantar mediante aplausos frente a la audiencia. Cuando esto entra en sesión, bajo el escenario, Jerry está tratando de dormir, pero es despertado por la ópera de Tom.
Jerry trata de que Tom deje de cantar dando golpes al escenario con un cepillo de dientes, pero Tom mientras cantaba, salta suficientemente fuerte para que Jerry tiemble y rebote por toda su pieza. Jerry se enoja y usa un martillo para arrojar a Tom desde una tabla de madera. Tom termina cayendo sobre su traje de manera inapropiada. Tom se ve forzado a pausar el concierto temporalmente.
Luego, Tom comienza a cantar nuevamente, esta vez, brincando mientras hace su puesta en escena. Creando un gran desorden en la casa de Jerry, mucho peor que el anterior, y, cuando Tom salta realmente fuerte, la cama de Jerry se desarma en pedazos. Jerry piensa en su estrategia y decide vengarse. Tom continúa cantando y Jerry sostiene un letrero que tiene escrito: "PSST!". Tom canta mientras se agacha a ver que pasa y Jerry ata su boca con un elástico. Tom usa el elástico y dispara un corchete por la ventila, el cual agarra a Jerry y lo clava por el cuello a la pared. Jerry muestra una expresión de enojo. 
Mientras Tom ya lleva la mitad de su performance, Jerry se las arregla para salir del corchete y comienza a chupar un limón para que Tom se ponga ácido al verlo. Tom comienza a sudar, se disgusta, sus labios comienzan a encogerse y luego va frustrado hacia Jerry. Mientras canta, el exprime el limón en la cabeza de Jerry. Tom vuelve al escenario y Jerry hace un agujero en el piso y tira de un cable el traje de Tom. Tom tira el cable de arriba hacia abajo y lo gira desde el agarre de Jerry. Mientras Tom canta la parte de "Figaro!", Jerry dispara un destapador de baños y le dispara directo en la boca. Jerry comienza a imitar la actuación de Tom de manera burlesca y Tom le dispara el destapador para atraparlo en la pared.
Jerry se libera y sin intención deja caer una enorme bolsa de arena sobre Tom cuando estaba llegando al clímax, enviándolo a atravesar el suelo. Todo el auditorio está en silencio hasta que Jerry camina hacia el escenario y termina la actuación de Tom (aunque de manera rápida y en falsete). Furioso, el gato golpea el piso con una escoba y manda a Jerry a volar, pero esto solo añade un toque de drama a las notas finales de Jerry, que obtiene todos los aplausos hasta que se cierra el telón, que dice: "The End".